# Гражданский климатический корпус

2024

Гражданский климатический корпус — организация, созданная администрацией Джо Байдена в Соединённых Штатах Америки. Целью организации является подготовить молодое поколение к борьбе против изменения климата. По замыслу создателей, организация должна быть неким современным продолжением Гражданского корпуса охраны окружающей среды.